# Ana Free

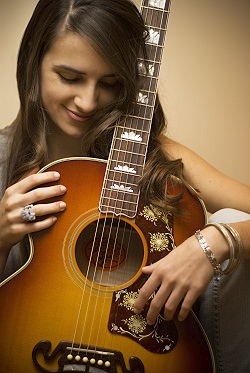
Ana Free im Mai 2009

Ana Free (* 29. Juni 1987 in Lissabon; eigentlich Ana Gomes Ferreira) ist eine portugiesische Sängerin, die hauptsächlich über YouTube-Videos Bekanntheit erlangte. 

## Leben und Karriere
Während ihrer Kindheit besuchte Ana Free die internationale Schule bei Cascais. Im Alter von zehn Jahren begann sie Gitarre zu spielen, zu texten und zu komponieren. Mittlerweile lebt sie in England und studiert Wirtschaftswissenschaften. 
Ana Free hatte im Sommer 2007 ihren ersten Live-Auftritt im Fernsehen beim portugiesischen Privat-Sender Televisão Independente, wo sie ihre Eigenkomposition Crazy vortrug. Ana Free tritt regelmäßig live in London und in Portugal auf. Aufnahmen von diesen Konzerten werden auf Websites und Blogs veröffentlicht. Nach dem Erfolg erster Singles arbeitet sie derzeit an ihrem Debüt-Album. Ihr Stück In my place wurde auf die Kompilation Portuguese Now! 19 aufgenommen. Ihre Cover-Versionen des Nickelback-Songs Saving me und des Rolling-Stones-Songs Angie wurden auf YouTube jeweils über 2 Millionen Mal angeschaut.

## Diskografie

### Alben
- 2013: To.get.her

### Singles
- 2008: In My Place
- 2009: Self Inflicted
- 2009: Keep On Walking